# Порт Выборгский
Порт Выборгский (официально — ООО «Порт Выборгский») — предприятие в старой части города Выборга Ленинградской области.

## Характеристика порта
Универсальный порт, специализирующийся на перевалке различных видов генеральных, насыпных и навалочных, пищевых и химических наливных грузов. Имеет 13 причалов (общая протяженность 1480,0 погонных метров), расположенных вдоль береговой линии Выборгского залива. К ним подведена железнодорожная ветка дороги Рийхимяки — Санкт-Петербург.
Порт обеспечивает открытое и крытое хранение, предоставляет целый комплекс других услуг, сопровождающих перевалку грузов, транспортно-экспедиторское обслуживание и другие работы. Осуществляет транспортно-экспедиторское сопровождение грузов.
Порт был основан в Выборгском заливе на пересечении водных путей между Финским заливом и судоходной системой озера Сайма и реки Вуокса — рядом с торговым поселением, расположившимся на полуострове у средневекового замка. В 1527 году Выборг официально был признан «стапельным городом» с правом принимать иностранные корабли.
С открытием в 1856 году Сайменского канала резко ускорилось развитие Выборгского порта. А после открытия в 1870 году железнодорожной линии Санкт-Петербург — Гельсингфорс количество судов, заходящих в порт, ещё более увеличилось. Поэтому были проведены работы по расширению причалов, а в 1898 году построено новое административное здание.
До Великой Отечественной войны портовые сооружения располагались не только в Южной гавани, но и в Северной — в акватории Большого Ковша. Их связывали проложенные в конце XIX века первый городской проспект и железнодорожная ветка на набережной.

## Владелец порта
Длительное время Выборгский порт включал в себя и подразделение в Высоцке. В 1992 году, с началом экономических реформ, Выборгский порт приватизирован. Создано акционерное общество закрытого типа «Морской торговый порт Выборг». Высоцкий порт стал самостоятельной организацией.
В 2007 году предприятие было приобретено Группой OMG, поставившей целью диверсификацию деятельности и создание единого транспортно-логистического комплекса группы в Санкт-Петербурге и Ленинградской области.

## Деятельность

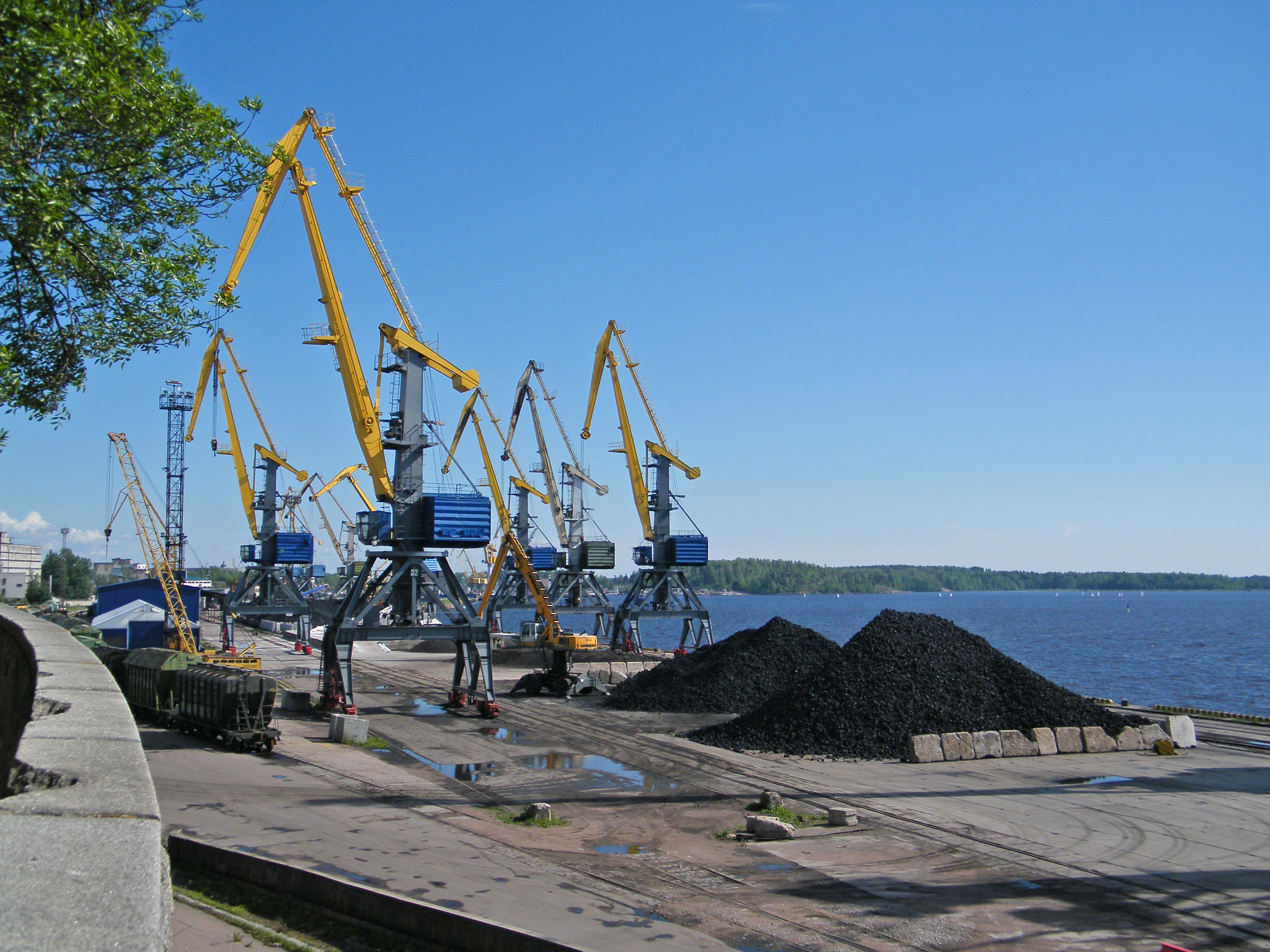
На причале

Специализация: На II квартал 2008 года номенклатура основных грузов, перерабатываемых в порту следующая;
- Насыпные (минеральные удобрения),
- Навалочные (уголь, чугун, металлолом),
- Лесные (круглый лес, пиломатериалы),
- Генеральные грузы (сталь — импорт, трубы — импорт, контейнеры, удобрения в биг-бэгах, пеллеты — экспорт),
- Наливные (лигносульфонаты)

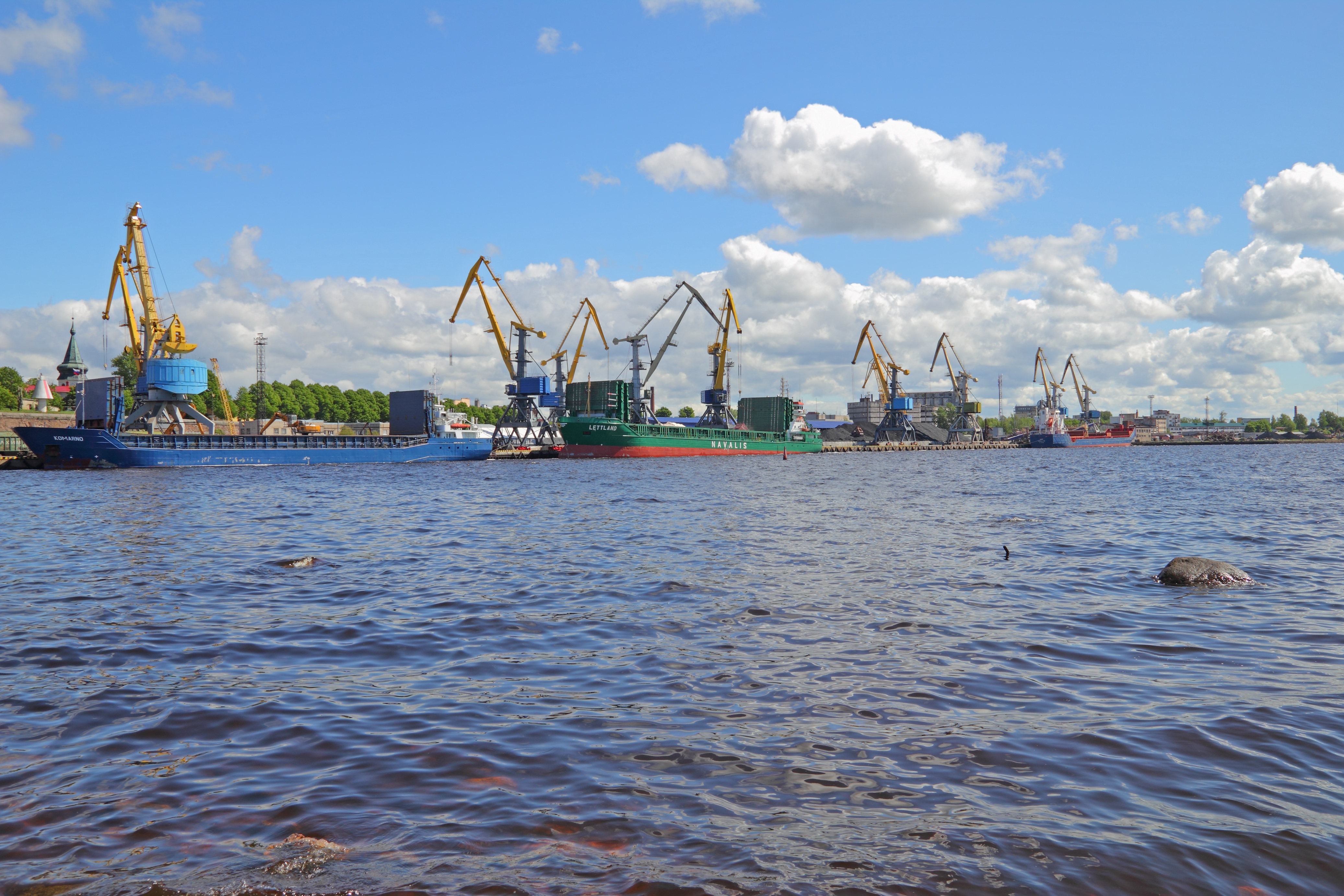
Морская панорама Выборга

Кроме того, порт в 2008 году принял первую партию Ro-Ro грузов: первые 125 микроавтобусов марки Maxus прибыли в порт на судне компании Mann Lines.
В перспективе планируется наладить приём в импортном режиме легковых автомобилей и микроавтобусов на территории порта из расчёта 150 единиц за 1 судозаход.
Ближайшая цель — уровень двух судозаходов в месяц, затем количество обрабатываемой колёсной техники в Выборге будет наращиваться.
Перспективой порта должна стать совместная комплексная работа с терминалом «Онега», этот логистический комплекс, должен осуществлять обработку существенной доли грузов Ro-Ro в регионе. Для этого планируется реконструкция около 70 тыс. м² портовой площади и полное переоснащение существующего порта. Предполагается, что после реконструкции порт будет специализироваться прежде всего на контейнерных, генеральных и Ro-Ro грузах.

### Грузооборот
| Год                | 2003 | 2005  | 2010 | 2015 | 2016 | 2017 | 2018 | 2019 | 2020  | 2021 | 2022 |
| Грузооборот тыс. т | 1078 | 901,0 | 1090 | 1558 | 1382 | 1548 | 1931 | 1216 | 676,7 | 1083 |      |